# Marie Podešvová
Marie Podešvová, pseudonym Marie Jensenová (24. června 1901, Praha – 18. října 1994, Rožnov pod Radhoštěm) byla česká spisovatelka a překladatelka. Velkou část života prožila na Valašsku. Láska k tomuto kraji, jeho lidem a přírodě se odráží i v jejích dílech.

## Život

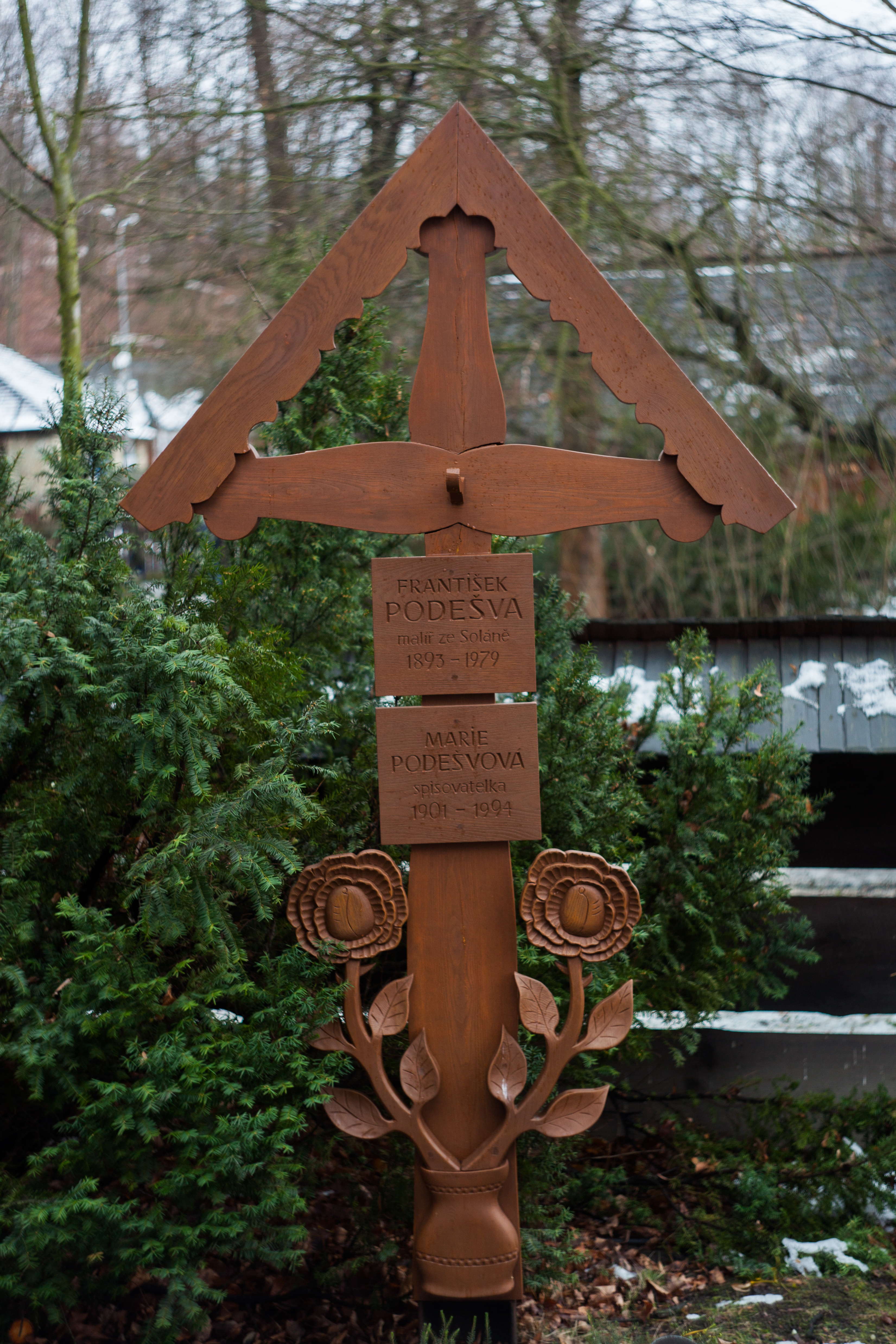
Hrob Františka Podešvy a Marie Podešvové na Valašském Slavíně

Marie Podešvová (rozená Jarušková) vyrůstala v Brně, její otec byl vedoucím administrace Lidových novin a starostou brněnského Sokola. V letech 1918–19 absolvovala tři semestry v pařížském Institutu Maintenon. Roku 1922 hrála pod pseudonymem Máňa Jensenová v němých filmech rakouského režiséra Hanse Otto Löwensteina.
S manželem žili v Praze, od roku 1938 v Beskydech na Soláni, kde se scházeli s dalšími malíři, spisovateli nebo hudebními skladateli.
Podešvová psala do dlouhé řady periodik: Salon, Rozkvět, Zora, Venkov, Červený květ, Lidové noviny, Lidová demokracie, Mateřídouška, Květy, Naše rodina, Výběr, Literární noviny, Ostravský večerník, Literární měsíčník, Tvorba. Někdy přitom využívala pseudonym Marie Jensenová, zejména ve svých překladech z francouzštiny a ruštiny.
Ve druhé polovině 50. let se více soustředila na literární tvorbu.
Zemřela ve věku 93 let, je pochována na Valašském Slavíně.

## Rodina
Jejím manželem byl od roku 1926 akademický malíř František Podešva (1893–1979). Její nejstarší dcera Eva Fuková (1927–2015) byla významnou fotografkou, 35 let žila v USA.